# Département d'informatique et de recherche opérationnelle de l'Université de Montréal
Le Département d'informatique et de recherche opérationnelle (DIRO) est un département d'informatique et de recherche opérationnelle de la Faculté des arts et des sciences de l'Université de Montréal.

## Histoire
Fondé en 1966, le DIRO fut le premier département d’informatique créé au Québec et le troisième au Canada.

## Les études
Au-delà de ses programmes d’études en informatique établis de longue date, le DIRO est partie prenante de programmes multidisciplinaires à tous les cycles d’études, tels 
- le baccalauréat en bio-informatique et les baccalauréats bi-disciplinaires en mathématique-informatique ou en physique-informatique ;
- les maîtrises en bio-informatique, en commerce électronique ou en finance mathématique et computationnelle ;
- le doctorat en bio-informatique.

Le DIRO offre également un certificat de 30 crédits en informatique appliquée et un diplôme d’études supérieures spécialisées en informatique.
Le programme de baccalauréat spécialisé en informatique offre une option COOP et un cheminement Honor.
Le DIRO abrite également la Direction de l’enseignement de service en informatique (DESI), dont la mission est d’offrir des cours d’informatique à une clientèle d’étudiants libres, d’étudiants d’autres disciplines, ou dans le cadre de programmes courts tels des modules de 15 crédits et le certificat en informatique appliquée.

## Quelques statistiques
En 2008, le DIRO regroupe :
- 38 professeurs ;
- 18 laboratoires de recherche ;
- 210 étudiants au baccalauréat ;
- 100 étudiants au certificat ;
- 160 étudiants à la maîtrise ;
- 130 étudiants au doctorat.

En 42 ans, le DIRO a formé 4880 diplômés dont plus d'une centaine sont professeurs dans diverses universités à travers le monde.

## Les laboratoires
Les laboratoires du DIRO et leurs champs de recherche sont :
- CIRRELT : les réseaux d’entreprise, la logistique et le transport ;
- GAMME : la musique et l'apprentissage machine ;
- GEODES : le génie logiciel ;
- GRITI : les tutoriels intelligents ;
- HERON : le multimédia et les tutoriels intelligents ;
- IMAGE : le traitement d'images ;
- LaiGLE : le génie logiciel expérimental ;
- LASSO : l'analyse et la synthèse des systèmes ordinés ;
- LBIT : la biologie informatique et théorique ;
- LIGUM : l'infographie ;
- LISA : l'informatique des systèmes adaptatifs ;
- LITQ : l'informatique théorique et quantique ;
- LRC : les réseaux de communications ;
- LTP : le parallélisme ;
- OPTIM : l'optimisation et la simulation numérique ;
- RALI : la linguistique informatique ;
- TELE : les systèmes distribués ;
- V3D : la vision 3D.

## Professeurs renommés
- Gilles Brassard, un diplômé du DIRO qui est maintenant professeur titulaire au DIRO et qui est un contributeur majeur aux domaines de l'informatique quantique et de la téléportation quantique.
- Yoshua Bengio, professeur titulaire au DIRO et  récipiendaire du Prix Turing 2018.
- Michael Florian professeur chercheur en analyse de systèmes et recherche opérationnelle, surtout connu pour ses contributions aux méthodes de résolution des problèmes de transport des personnes et des marchandises.